# Колегіальний університет
Колегіа́льний університе́т — це специфічний вид університету, в якому функції управління розділені між центральною адміністрацією університету та адміністрацією ряду складових частин — університетських коледжів.
В університеті зазвичай є власний студентський союз та студентська організація.
Найвідомішими прикладами колегіальних університетів є Лондонський університет, Університет Дарема, Кембриджський університет та Оксфордський університет.

## Історія
Розвиток колегіальних університетів у Західній Європі почався незабаром після закінчення розвитку середньовічних університетів. Першим коледжем, який був створений в колегіальних університетах, є «Коледж Вісімнадцяти» в Паризькому університеті, заснований в 1180 році математиком Джоном Лондонським, незабаром після його повернення з Єрусалима. Цей факт привів до думки, що створення коледжу було натхненне тими медресе, які Джон Лондонський бачив у своїх подорожах, але це вважається спірним, особливо з тієї причини, що на відміну від медресе, в ранніх паризьких коледжах не вчили наук.

## Колегіальні університети

### Австралія
Колегіальними університетами вважаються Квінслендський університет, Університет Тасманії, Університет Західної Австралії, Сіднейський університет, Мельбурнський університет і Університет Нового Південного Уельсу. Університету Монаша запустив незвичайну систему «нежитлових коледжів» для студентів, що проживають поза кампусом.

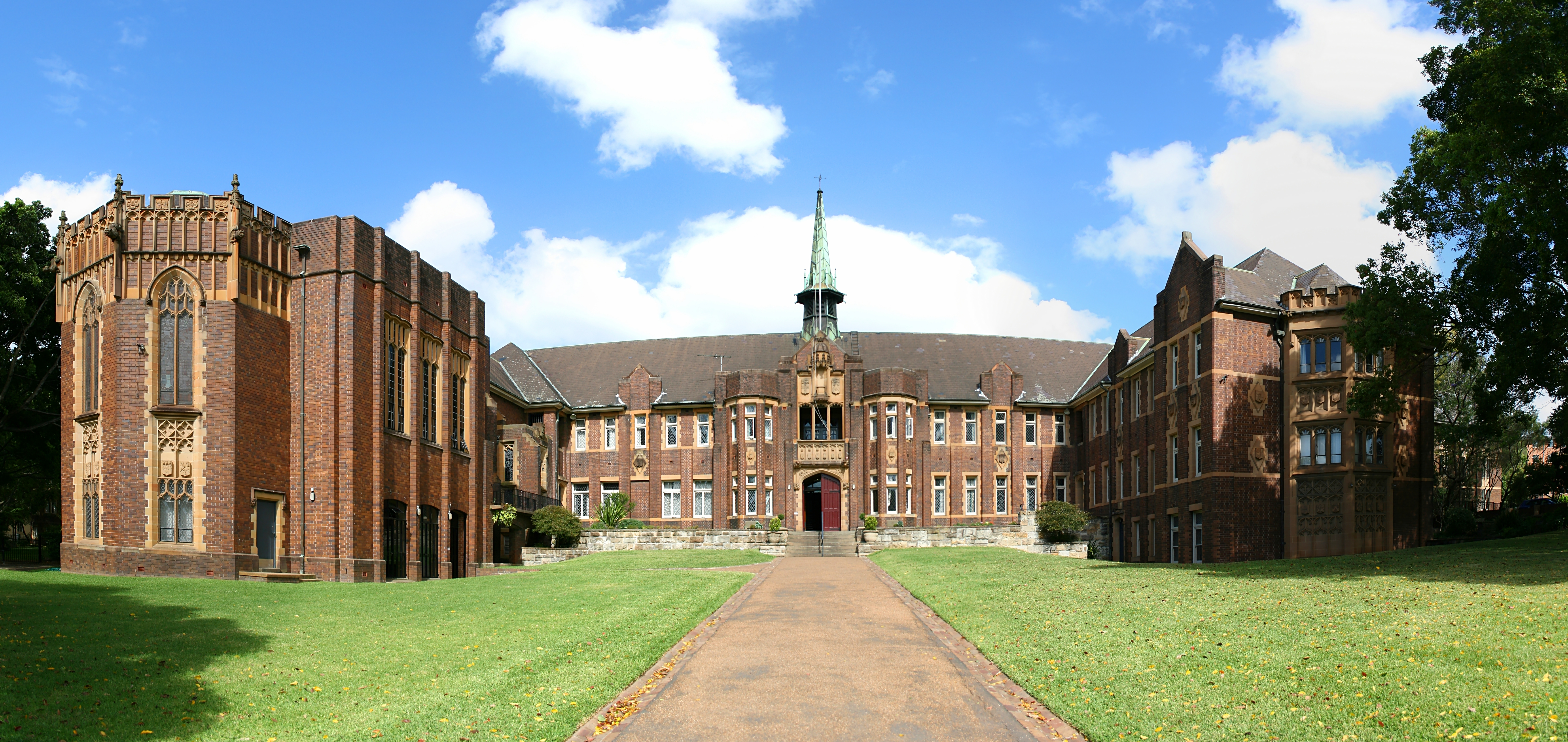
Університет Сіднея, коледж Веслі

### Велика Британія

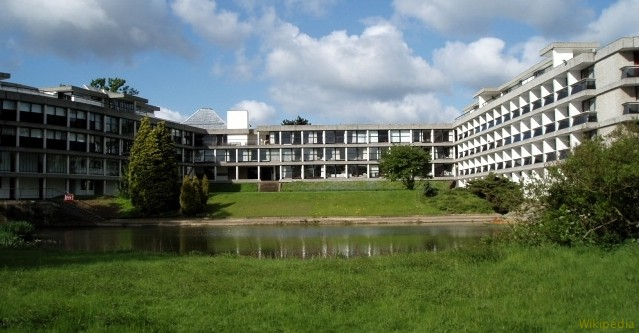
Вольфсон коледж (Оксфорд)

Колегіальні університети зі змішаним централізованим викладанням і навчанням в коледжах
- Оксфордський університет (незалежні коледжі «зареєстровані об'єкти»)
- Кембриджський університет (незалежні коледжі «зареєстровані об'єкти»)

Колегіальні університети з централізованими викладацькими складом і гуртожитками
- Даремський університет (об'єднання незалежних і залежних коледжів, «зареєстровані об'єкти»)
- Йоркський університет (залежні коледжі, «незареєстровані об'єкти»)
- Університет Ланкастер (залежні коледжі, «незареєстровані об'єкти»)
- Кентський університет (залежні коледжі, «незареєстровані об'єкти»)

Колегіальні університети з централізованим навчанням, проведеним коледжами
- Роегамптонський університет (залежні коледжі, «незареєстровані об'єкти»)

Колегіальні університети, де все викладання проводиться в коледжах
- Лондонський університет (незалежні коледжі «зареєстровані об'єкти»)
- Університет мистецтв у Лондоні (залежні коледжі, «незареєстровані об'єкти»)
- Університет нагір'я і островів (незалежні коледжі «зареєстровані об'єкти»)

Університети з централізованим навчанням і асоційованими коледжами, які здійснюють своє власне навчання
- Університет Квінз в Белфасті (незалежні коледжі «зареєстровані об'єкти»)
- Університет Південного Уельсу (залежні коледжі «зареєстровані об'єкти»)